# إدي ديفيس (لاعب كرة قدم كندية)
إدي ديفيس (بالإنجليزية: Eddie Davis)‏ هو لاعب كرة قدم كندية أمريكي، ولد في 27 يناير 1973 في سانت لويس في الولايات المتحدة.